# 大沢一治
大沢 一治（おおさわ かずはる、1947年（昭和22年）10月2日 - ）は、日本の政治家。元八千代市議会議員（2期）。元千葉県八千代市長（2期）、元千葉県議会議員（1期）。

## 経歴
八千代市出身。習志野市立習志野高等学校卒業後、八千代青年会議所理事長を経て、1991年4月、千葉県議会議員選挙に自由民主党公認で立候補し初当選。1995年4月、八千代市長選挙に無所属で立候補し初当選。1999年4月には再選されるも、2期目在職中であった2002年11月、八千代市清掃センター運転管理義務契約に絡む収賄容疑で逮捕・起訴され、同年12月7日、辞職した。千葉地裁で懲役2年6ヶ月、追徴金4600万円の有罪判決を受けて控訴するも、2004年2月、東京高裁で棄却されて実刑判決が確定、服役した（※テスコ (環境施設)も参照）。
2006年3月に服役を終えた後、2015年4月12日執行の千葉県議会議員選挙に立候補を届け出て、告示日である4月3日に受理された。しかし、公職在職中の収賄罪で刑に処せられた者は、刑の満了から10年間は被選挙権を有しないとする公職選挙法の規定により、投票日時点で立候補資格が無いことが4月7日になって判明したため、立候補は却下された。
2018年12月16日投票の八千代市議会議員選挙に無所属で出馬し、当選した。2022年12月18日、八千代市議選にて再選。
2025年4月、5月に予定されている八千代市長選挙に立候補を表明。5月18日投票の八千代市長選挙に立候補したが、現職の服部友則に敗れた。